# Dvor Ostraž
Dvor Ostraž (nemško Hochstras) je nekoč stal v naselju Cerov Log v občini Šentjernej. 
EŠD: neregistriran objekt znotraj zaščitenega območja 458
Koordinati:45°48'3,94" N 15°18'46,55" E

## Zgodovina
Dvor je prvič omenjen leta 1392, kot Wolfstrazz (Volčja straža). V 17. stol. so zaradi izdaje Uskoki uspeli vdreti v dvor in ubili lastnika Severina Schweitzerja. Leta 1686 je pogorel, a je bil kmalu obnovljen. Od srede 18. stol. o dvoru ni več podatkov.